# زلزال البحر الأسود 1901
زلزال البحر الأسود 1901 (يعرف كذلك باسم زلزال بالتشيك) هو أقوى زلزال سُجِّلَ في البحر الأسود بقوة 7.2 درجة. يقع مركز الزلزال في شرق كيب كالياكرا، على بعد 30 كيلومترًا (19 ميلًا) قبالة الساحل الشمالي الشرقي لبلغاريا.